# Catocala optata
Catocala optata ist ein Schmetterling (Nachtfalter) aus der Familie der Eulenfalter (Noctuidae).

## Merkmale

### Falter
Die Falter erreichen eine Flügelspannweite von 61 bis 63 Millimetern. Damit zählen sie zu den mittelgroßen Arten innerhalb der Gattung der Ordensbänder (Catocala). Die Vorderflügel sind grau gefärbt und zuweilen leicht bräunlich überstäubt. Sowohl innere als auch äußere Querlinie heben sich sehr deutlich hervor. Besonders auffällig ist der sehr stark gezackte Verlauf der äußeren Querlinie. Makel sind undeutlich oder nicht erkennbar. Das Mittelfeld ist zuweilen leicht aufgehellt. Von der Flügelbasis bis zur inneren Querlinie erstreckt sich ein schwarzer Längsstrich. Die Hinterflügel sind rosarot gefärbt und haben eine breite schwarze Saumbinde sowie eine gleichmäßig gerundete, relativ breite schwarze Mittelbinde, die nicht bis zum Innenrand reicht. Die Fransen schimmern seidig weiß.

### Raupe
Erwachsene Raupen sind durch eine bräunliche Farbe und eine rötliche Rückenlinie gekennzeichnet. Arttypisch sind eine gelbliche Querwulst auf dem achten sowie eine weitere  graubraun gefärbte auf dem elften Segment.

### Ähnliche Arten
Eine Ähnlichkeit besteht zu Catocala lupina und zu Catocala detrita. Diese Arten unterscheiden sich durch die schmalere Mittelbinde auf den Hinterflügeln, die außerdem am Ende einen deutlichen Knick zeigt. Die ebenfalls ähnliche Catocala pacta ist am roten Hinterleib gut zu unterscheiden. 

## Geographische Verbreitung und Lebensraum
Die Art ist in Spanien, Südfrankreich, im südlichen Mitteleuropa lokal verbreitet, fehlt jedoch in Griechenland. Sie kommt auch in Nordwestafrika vor. Man findet sie in erster Linie an den Ufern von Flüssen sowie in Sumpflandschaften und feuchten Wiesentälern.

## Lebensweise
Hauptflugzeit der Falter sind die Monate Juli bis September. Nachts fliegen sie künstliche Lichtquellen und Köder an. Die Raupen ernähren sich bevorzugt von den Blättern von Sal-Weide (Salix caprea) oder Korb-Weide (Salix viminalis). Sie entwickeln sich zwischen Juni und Juli.